# Vladimir Ilitch (album)
Cet article concerne un album de musique. Pour l'homme politique russe nommé Vladimir Ilitch Oulianov, voir Vladimir Ilitch Lénine. Pour la chanson qui a donné son titre à l'album, voir Vladimir Ilitch (chanson).
Albums de Michel Sardou
Vivant 83
(1983) Io Domenico
(1984)
Singles
1. Vladimir Ilitch
Sortie : 1983
2. Si l'on revient moins riches
Sortie : 1984

Vladimir Ilitch est le douzième album studio de Michel Sardou enregistré au studio C.B.E et paru chez Tréma en 1983.

## Historique

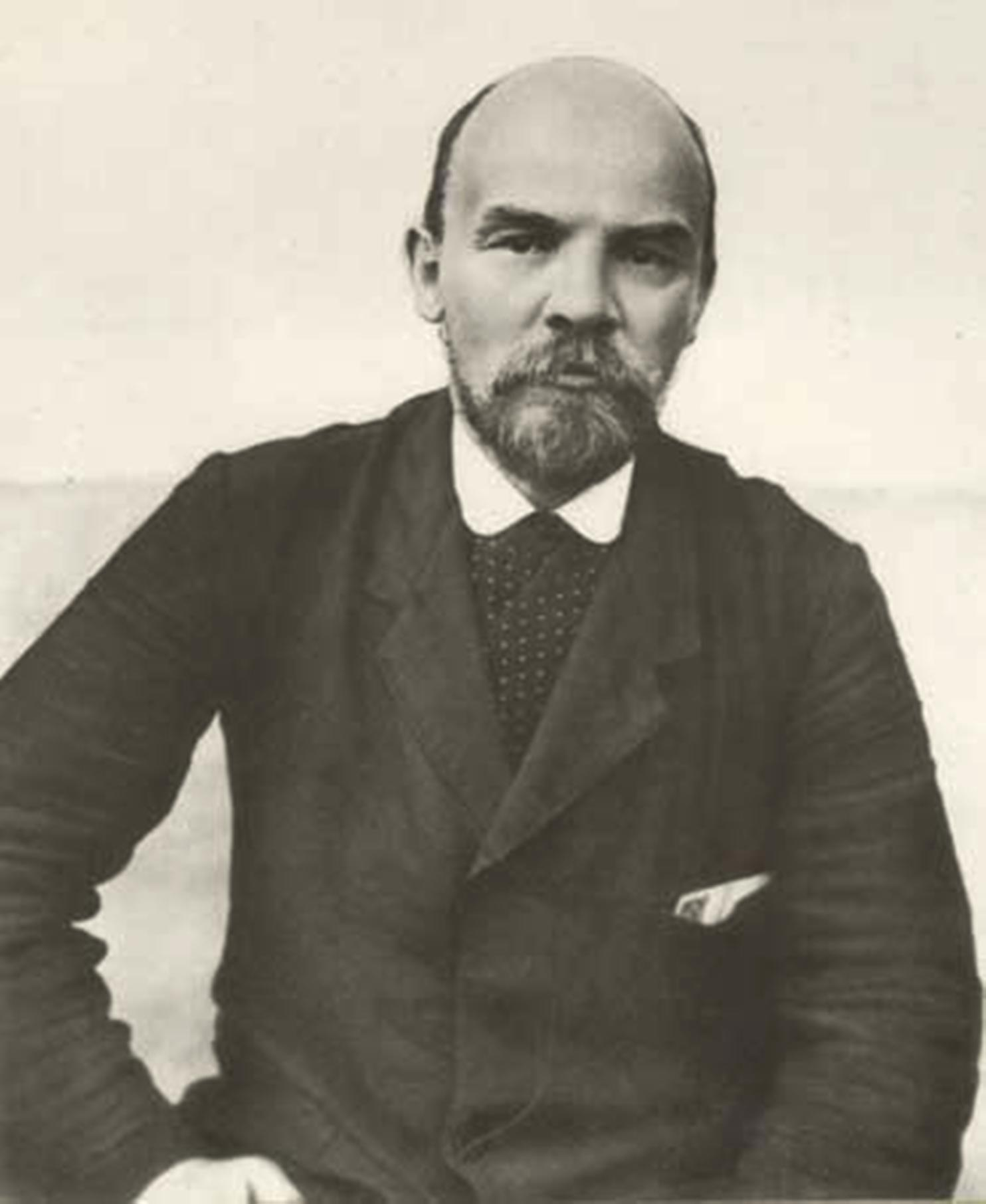
Vladimir Ilitch Lénine est au centre de la première chanson de l'album.

L'album contient les succès Les Yeux d'un animal et L'An mil. Ce dernier, écrit avec Pierre Barret, reprend le titre d'un livre de l'historien Georges Duby même si les paroles sont une série de clichés et d'erreurs concernant le Moyen âge et les prétendues "terreurs" de l'an mille. Devenu un classique du répertoire de Sardou, L'An mil est repris dans de nombreux concerts et donne régulièrement lieu à d'imposantes mises en scène (notamment Bercy 2001).
La chanson Vladimir Ilitch, premier single diffusé, est aussi un succès. Le titre se veut à la fois un hommage à Lénine et une dénonciation des dérives de l'Union soviétique et de ses successeurs.
« [...] Toi Vladimir Ilitch, au soleil d'outre-tombe,
Combien d'années faut-il pour gagner quatre sous
Quand on connaît le prix qu'on met dans une bombe
Lénine, relève-toi, ils sont devenus fous... »
Cette dernière phrase est inspirée du slogan du printemps de Prague « Lenine, probuď se, Brežněv se zbláznil », qui peut être traduit par « Lénine relève toi, Brejnev est devenu fou ».

## Autour de l'album
- Référence originale : Tréma 310 154[3]

## Réception
L'album s'écoule à plus de 760 000 exemplaires lors de sa sortie.

## Fiche technique

### Liste des titres
| No | Titre                        | Paroles                            | Musique                                | Durée |
| -- | ---------------------------- | ---------------------------------- | -------------------------------------- | ----- |
| 1. | Vladimir Ilitch              | Michel Sardou - Pierre Delanoë     | Jacques Revaux - Jean-Pierre Bourtayre | 4:40  |
| 2. | La Chanteuse de rock         | Michel Sardou - Pierre Delanoë     | Jacques Revaux - Jean-Pierre Bourtayre | 2:58  |
| 3. | Elle s’en va de moi          | Pierre Delanoë                     | Jacques Revaux - Jean-Pierre Bourtayre | 3:50  |
| 4. | Bière et fraulein            | Michel Sardou - Didier Barbelivien | Jacques Revaux - Jean-Pierre Bourtayre | 3:09  |
| 5. | Les Bateaux du courrier      | Michel Sardou - Didier Barbelivien | Jacques Revaux - Jean-Pierre Bourtayre | 3:42  |
| 6. | Si l’on revient moins riches | Michel Sardou - Didier Barbelivien | Jacques Revaux                         | 4:08  |
| 7. | Les Yeux d’un animal         | Michel Sardou - Pierre Delanoë     | Didier Barbelivien                     | 3:48  |
| 8. | À l’italienne                | Michel Sardou - Pierre Delanoë     | Jacques Revaux - Jean-Pierre Bourtayre | 3:36  |
| 9. | L’An mil                     | Michel Sardou - Pierre Barret      | Jacques Revaux                         | 6:06  |

### Crédits
- Arrangements : Roger Loubet
- Prise de son : Bernard Estardy
- Production : Jacques Revaux